# 3.5インチオーセン迫撃砲

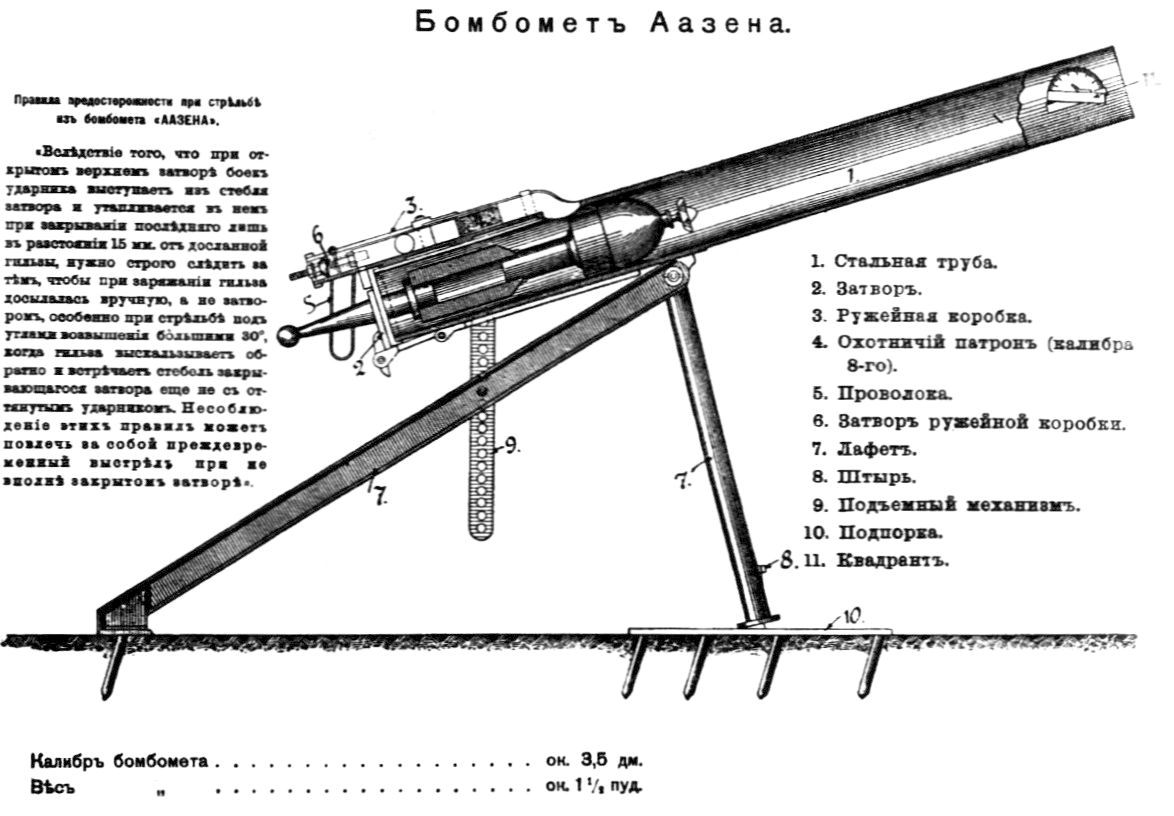
Бомбомёт системы Аазена

3.5インチオーセン迫撃砲(Бомбомёт системы Аазена)とは第一次世界大戦でロシア帝国軍が使用した迫撃砲である。
口径3.5インチ(88.9ミリ)の後装式で空砲の小銃弾を使用して発射した。
- 重量：24.6Kg
- 砲弾重量：1.2Kg
- 最大射程：400m